# 济北县 (隋朝)
济北县，中国古县名。
隋朝开皇六年（586年），析卢县置，治所在今山东省济南市长清区西南。大业初年省。武德四年再次設置济北县，貞觀元年再次廢除。